# غشور زيلائي (زيلايي)
غشور زیلائي (بالفارسية: گشور زیلائی) هي قرية تقع في إيران في قسم زیلایی الريفي. يقدر عدد سكانها بـ 26 نسمة .